# جائزة المرأة في الأعمال التجارية
جائزة المرأة في الأعمال التجارية هي جائزة نصف سنوية يمنحها مؤتمر الأمم المتحدة للتجارة والتنمية (الأونكتاد). تقتصر المسابقة على النساء اللاتي شاركن في برنامج إمبريتيك. تم منحه لأول مرة في عام 2008.

## 2018
الفائز بالجائزة الذهبية في عام 2018 كانت المهندسه المدنيه عنيزة علي ايسوفو من موزمبيق الذي توظف شركته المتعاقدة 800 شخص. تم تقديم الجائزة في جنيف في أكتوبر 2018. وخص الحكام التركيز على البناء الأخضر والوظائف التي أوجدتها للنساء على وجه الخصوص. ستحصل إيسوفو والوصيفتان على ساعة وتوجيه وتدريب خاص. وقد تم تسليم الجائزة الفضية للسيدة لمى شعشاعة من الأردن. هي مؤسسة الأكاديمية الدولية للروبوتات. مُنحت الجائزة البرونزية للسيدة باربرا أوفونو بويوندو، مديرة ومؤسس شركة فيكتوريوس للخدمات التعليمية في أوغندا. كما تم منح جائزتي تقدير خاصتين. فازت السيدة شاندرا فادانا ر من الهند، المؤسس والرئيس التنفيذي لشركة فور تيون فاكتوري و مختبرات برايانا ، بتقدير خاص في ريادة الأعمال الاجتماعية عن أعمالها التي قامت بها في تمكين تنمية مهارات الفتيات والنساء. فازت السيدة روزانا ماركيز، مؤسسة اواسوس من البرازيل، بتقديرها الخاص لإمكانات التصدير. تم تسليم الجوائز في 25 أكتوبر في قصر الأمم، جنيف بحضور شخصيات بارزة من بينهم السيد موخيسا كيتوي، الأمين العام للأونكتاد.
كان المتسابقون الآخرون في 2018
- روزانا ماركيز (البرازيل): ملابس السباحة والملابس الداخلية [2][3]
- روسيو كاسترو فرنانديز (إكوادور): موموا، ملابس للرضاعة الطبيعية
- ندي فاتو نجي (غامبيا): تيجا، ملابس السباحة
- شاندرا فادانا (الهند): تنمية المهارات والتدريب والتقييمات واستشارات الموارد البشرية[4]
- لمى شعشاعة (الأردن): أكاديمية الروبوتات الدولية، تعليم الأطفال الذين تتراوح أعمارهم بين 6 و 16 عامًا في مجال الروبوتات
- باربرا أوفونو بويوندو (أوغندا): فيكتوريوس للخدمات التعليمية ، من روضة الأطفال إلى التعليم الابتدائي
- آنا دي ليون (أوروغواي): شركة روتا لتصميم الدراجات الهوائية
- رينا أريز (فنزويلا): موس للاستثمارات 1012 C.A. ، إكسسوارات معاد تدويرها يدويًا [5]
- ليا ديانا ميتابا (زامبيا): مبادرات الفراشة، تنتج الخضار والفواكه.

## تاريخ
- 2016: حرف تران ثي فيت ترانج للنسيج ، فيتنام. مُنحت في نيروبي.[6]
- 2014: لينا جليل خليفة ، شيفيتر، الأردن [7]
- 2012: ميليسا دي ليون ، بنما جورميه، بنما [8]
- 2010: بياتريس أيورو بياروهانغا ، مدرسة ليرا المتكاملة، أوغندا [9]
- 2008: سناء زعل برقان ، ميد جرانت، الأردن.[5]